# Jan Kryštof z Lichtenštejna-Kastelkornu
Jan Kryštof z Lichtenštejna-Kastelkornu (německy Johann Christoph von Liechtenstein-Kastelkorn, 12. prosince 1591, Laives – 1. prosince 1643, Chiemsee) byl rakouský šlechtic a římskokatolický biskup.

## Životopis
Narodil se v Laives do šlechtické tyrolské rodiny Lichtenštejnů z Kastelkornu. Měl bratry Kryštofa Pavla, který byl zemským hejtmanem na Moravě, dále Konstantina a Filipa Rudolfa.
Studoval nejprve v Innsbrucku, poté v letech 1607 až 1612 na Collegiu Germanicu v Římě. Na kněze byl vysvěcen 16. června 1621 v Salcburku.
Po smrti biskupa Mikuláše z Wolkensteinu byl jmenován novým biskupem v diecézi Chiemsee a vysvěcen rukou salcburského arcibiskupa Parida z Lodronu. 
Funkci biskupa zastával až do své smrti 1. prosince 1643. Byl pohřben v salcburské katedrále.
V úřadu biskupa ho nahradil František Vigil ze Spauru

## Biskupská genealogie
Biskupská genealogie je:
- Biskup Johann Baptist Pichlmair
- biskup Wolfgang z Hausenu
- Arcibiskup Marek Sittikus z Hohenems
- Biskup Albert z Törringu
- Arcibiskup Paris z Lodronu
- Biskup Jan Kryštof z Lichtenštejna-Kastelkornu